# Curuá
Curuá là một đô thị thuộc bang Pará, Brasil. Đô thị này có diện tích 1473,6 km², dân số năm 2007 là 11661 người, mật độ 7,91 người/km².